# Pierwomajskij (rejon korkiński)
Pierwomajskij (ros. Первомайский) – osiedle typu miejskiego w Rosji, w obwodzie czelabińskim, w rejonie korkińskim. W 2010 liczyło 10 645 mieszkańców.